# حسن أباد (ري)
حسن أباد (بالفارسية: حسن‌آباد) هي مرکز منطقة فشابوي في مقاطعة ري في محافظة طهران في إيران. يقدر عدد سكانها بـ 20,451 نسمة .